# 義務教育改革案
義務教育改革案（ぎむきょういくかいかくあん）とは、2004年8月10日に当時の文部科学省大臣、河村建夫が提唱した義務教育の改変に関する案。政府の教育再生会議が戦後の教育改革を経て60年間続いてきた小中学校6・3制見直しを打ち出したのは、学力低下、犯罪の低年齢化などを踏まえ、現在行っている義務区分が「今の子供の心身の発達段階に対応できていない」と判断したため。

## 概要
河村の原案では改革の柱として以下の4つが挙げられた。
- 義務教育制度の弾力化：地方主導による小・中学校の区切りや小中一貫教育の制定
- 教員養成の大幅改革：教職大学院、教員免許更新制
- 学校・教育委員会の改革：徹底した評価システムの導入、地方や校長の権限の増加
- 国による義務教育保障機能の明確化：地方の自由度の増加と国庫負担の見直し

### 教育改革素案の要旨
教育再生会議の改革案素要旨は次のとおり。

#### 小中学校の接続の課題
- 理科などの科目で小学校高学年の段階から教科担任制、専攻教員による専門的な指導が必要との指摘がある。
- 中学1年の時点で不登校など生徒指導上の問題が増加している。
- 小学4年から5年の段階で発達上の段差がある。

#### 小中学校の接続改善
- 全国一律に6・3制を4・5または5・4制に改める。
- 9年制の義務教育学校を制度化し、地域の実情に応じて弾力的なカリキュラム編成ができるようにする。
- 現制度の下でカリキュラム連携し、教員、児童生徒の交流や小中学校での専科教員の配置を進め、小中一貫教育を推進する。

#### 義務教育段階での学力向上
- 習熟度別授業を拡充。
- 一定の科目で上の学年の水準に到達した場合、本人と保護者、学校の合意に基づき例外的に学年単位の飛び級を認める。
- 学校の判断で「早期修了コース」を設けて、小学校を5年間、中学校を2年間とするなどと課程修了を早める学習を可能にする。

#### 飛び入学制度見直し
- 高校から大学への飛び入学制度導入を促進するため対象者年齢資格に関わる要件を暖和。
- 高校生が大学レベルの教育を受け、単位取得できる。
- 高校と大学間の連携協議会を設置する。

## 政界の反応
福田康夫の考え
福田康夫は所信表明演説で「信頼できる公教育を確立する」と強調しており、国民の関心が高い教育に関わる具体的な改革課題を挙げることで政権浮揚につなげたい狙いがあると見られる。
安倍晋三の考え
安倍晋三が実現を目指した学校選択を可能にする教育バウチャー制度は「議論をするが導入は見送る方針」（再生会議関係者）とされ、安倍カラーの一掃を図りたい思惑もみられる。

## 批判
子供の発達に合わず
「自民党文教族もバウチャー制と比べれば乗りやすい分野」とされ、再生会議担当の山谷えり子首相補佐官は根回しに努めてきた。
ただ、同時に検討される義務教育段階での習熟度授業の拡充や飛び級導入については改革素案も「受験競争の過熱、低年齢化の恐れ」を指摘しており、6・3制見直しを含めて議論の着地点はまだ見えない。